# Combretum wilksii
Combretum wilksii là một loài thực vật có hoa trong họ Trâm bầu. Loài này được Jongkind mô tả khoa học đầu tiên năm 2006.